# Andreas Nordvik
Andreas Kristoffer Nordvik (Trondheim, 18 marzo 1987) è un calciatore norvegese, difensore del Byåsen.

## Carriera

### Club
Nordvik è cresciuto nelle giovanili del Nardo e in quelle del Rosenborg. Nel 2007, il club di Trondheim lo ha prestato all'Haugesund, permettendogli così di debuttare nella 1. divisjon. Il 10 giugno dello stesso anno, infatti, ha giocato la prima partita contro il Notodden, conclusasi con una vittoria della sua squadra per 2-1. Il 25 agosto +è stato impiegato nell'ultima gara all'Haugesund, contro l'HamKam, terminata con una sconfitta casalinga per 2-4.
Successivamente, è tornato al Rosenborg: il 15 settembre dello stesso anno ha esordito nell'Eliteserien, in occasione della sconfitta per 2-1 della sua squadra contro lo Start, entrando in campo dalla panchina al posto di Fredrik Stoor. È stato utilizzato in altri 17 incontri di campionato, l'ultimo dei quali è stato la vittoria sul Lillestrøm per 2-1, sfida datata 26 luglio 2009.
A metà del campionato 2009, Nordvik è stato ceduto in prestito al Vålerenga, per cui ha debuttato il 2 agosto, nella sconfitta per 3-0 contro lo Strømsgodset. In seguito, il Vålerenga ha acquistato il calciatore a titolo definitivo. Nordvik è rimasto in forza al club fino al termine dell'Eliteserien 2012 totalizzando, tra campionato e coppe, 87 presenze in squadra e una rete.
Il 14 febbraio 2013 è passato all'Aalesund a titolo definitivo, legandosi al nuovo club con un contratto annuale. Ha esordito in squadra il 1º aprile, sostituendo Hugues Wembangomo nel successo per 0-1 sul campo del Sandnes Ulf. A fine stagione, è rimasto svincolato.
Il 31 marzo 2014, ha firmato un contratto biennale con il Sarpsborg 08. Ha debuttato in Eliteserien con questa maglia il 22 luglio successivo, subentrando a Franck Dja Djédjé nel successo casalingo per 3-2 contro l'Aalesund. Il 17 ottobre successivo ha trovato la prima rete, nella vittoria per 1-2 arrivata sul campo del Brann. È rimasto in squadra sino alla naturale scadenza del suo contratto.
Il 25 novembre 2015, i danesi dell'Esbjerg hanno reso noto l'ingaggio di Nordvik, che si sarebbe aggregato al resto della squadra a partire dal 1º gennaio successivo: il difensore ha firmato un contratto valido fino al 30 giugno 2019. Ha debuttato in Superligaen il 23 luglio 2016, schierato titolare nella sconfitta casalinga per 0-4 contro il Copenaghen. Il 15 agosto ha trovato la prima rete nella massima divisione locale, nella sconfitta per 2-1 sul campo dell'Aalborg. Al termine di quella stessa annata, l'Esbjerg è retrocesso in 1. Division. L'11 luglio 2017, Nordvik ha rescisso il contratto che lo legava al club.
L'8 agosto 2017, Nordvik ha fatto ritorno in Norvegia per giocare nel Viking, a cui si è legato fino al termine della stagione in corso. Ha giocato la prima partita in squadra il 10 settembre, impiegato da titolare nella sconfitta per 3-1 patita sul campo del Sandefjord. Il 17 settembre ha trovato il primo gol, nella partita persa per 2-3 contro il Molde. Il 29 ottobre 2017, a seguito della sconfitta per 3-0 subita sul campo del Tromsø, il Viking è matematicamente retrocesso in 1. divisjon, dopo ventotto stagioni consecutive nella massima divisione del campionato norvegese. Nordvik è rimasto svincolato al termine di quella stessa annata.
Libero da vincoli contrattuali, in data 13 febbraio 2018 ha firmato un accordo valido sino al termine della stagione con il Fredericia, compagine danese militante in 1. Division. Ha esordito in squadra l'8 aprile, schierato titolare nella vittoria per 0-1 arrivata sul campo dello Skive. Ha chiuso l'annata a quota 8 presenze, tra campionato e coppa.
Il 15 agosto 2018 ha firmato un accordo valido fino al termine della stagione con l'Odd.

### Nazionale
Nordvik collezionò 7 apparizioni con la maglia della Norvegia under 21 tra il 2007 e il 2008.

## Statistiche

### Presenze e reti nei club
Statistiche aggiornate al 1º gennaio 2020.
| Stagione            | Club                | Campionato          | Campionato | Campionato | Coppe nazionali | Coppe nazionali | Coppe nazionali | Coppe continentali | Coppe continentali | Coppe continentali | Supercoppe | Supercoppe | Supercoppe | Totale | Totale |
| Stagione            | Club                | Comp                | Pres       | Reti       | Comp            | Pres            | Reti            | Comp               | Pres               | Reti               | Comp       | Pres       | Reti       | Pres   | Reti   |
| ------------------- | ------------------- | ------------------- | ---------- | ---------- | --------------- | --------------- | --------------- | ------------------ | ------------------ | ------------------ | ---------- | ---------- | ---------- | ------ | ------ |
| 2006                | Rosenborg           | ES                  | 0          | 0          | CN              | 0               | 0               | -                  | -                  | -                  | -          | -          | -          | 0      | 0      |
| gen.-giu. 2007      | Rosenborg           | ES                  | 0          | 0          | CN              | 0               | 0               | UCL+CU             | -                  | -                  | -          | -          | -          | 0      | 0      |
| giu.-ago. 2007      | Haugesund           | 1D                  | 8          | 0          | CN              | 3               | 0               | -                  | -                  | -                  | -          | -          | -          | 11     | 0      |
| ago.-dic. 2007      | Rosenborg           | ES                  | 4          | 0          | CN              | -               | -               | UCL+CU             | 0+2                | 0                  | -          | -          | -          | 6      | 0      |
| 2008                | Rosenborg           | ES                  | 9          | 0          | CN              | 0               | 0               | CU                 | 3                  | 0                  | -          | -          | -          | 12     | 0      |
| gen.-lug. 2009      | Rosenborg           | ES                  | 5          | 0          | CN              | 2               | 0               | UEL                | -                  | -                  | -          | -          | -          | 7      | 0      |
| Totale Rosenborg    | Totale Rosenborg    | Totale Rosenborg    | 18         | 0          |                 | 2               | 0               |                    | 5                  | 0                  |            | -          | -          | 25     | 0      |
| lug.-dic. 2009      | Vålerenga           | ES                  | 9          | 0          | CN              | 2               | 0               | UEL                | 0                  | 0                  | SN         | -          | -          | 11     | 0      |
| 2010                | Vålerenga           | ES                  | 26         | 0          | CN              | 1               | 0               | -                  | -                  | -                  | -          | -          | -          | 27     | 0      |
| 2011                | Vålerenga           | ES                  | 22         | 0          | CN              | 2               | 0               | UEL                | 4                  | 0                  | -          | -          | -          | 28     | 0      |
| 2012                | Vålerenga           | ES                  | 18         | 1          | CN              | 3               | 0               | -                  | -                  | -                  | -          | -          | -          | 21     | 1      |
| Totale Vålerenga    | Totale Vålerenga    | Totale Vålerenga    | 75         | 1          |                 | 8               | 0               |                    | 4                  | 0                  |            | -          | -          | 87     | 1      |
| 2013                | Aalesund            | ES                  | 12         | 0          | CN              | 2               | 1               | -                  | -                  | -                  | -          | -          | -          | 14     | 1      |
| mar.-dic. 2014      | Sarpsborg 08        | ES                  | 10         | 1          | CN              | 2               | 0               | -                  | -                  | -                  | -          | -          | -          | 12     | 1      |
| 2015                | Sarpsborg 08        | ES                  | 26         | 3          | CN              | 5               | 0               | -                  | -                  | -                  | -          | -          | -          | 31     | 3      |
| Totale Sarpsborg 08 | Totale Sarpsborg 08 | Totale Sarpsborg 08 | 36         | 4          |                 | 7               | 0               |                    | -                  | -                  |            | -          | -          | 43     | 4      |
| gen.-giu. 2016      | Esbjerg             | SL                  | 0          | 0          | CD              | 0               | 0               | -                  | -                  | -                  | -          | -          | -          | 0      | 0      |
| 2016-2017           | Esbjerg             | SL                  | 24+2       | 2+0        | CD              | 1               | 0               | -                  | -                  | -                  | -          | -          | -          | 27     | 2      |
| Totale Esbjerg      | Totale Esbjerg      | Totale Esbjerg      | 24+2       | 2+0        |                 | 1               | 0               |                    | -                  | -                  |            | -          | -          | 27     | 2      |
| ago.-dic. 2017      | Viking              | ES                  | 8          | 1          | CN              | -               | -               | -                  | -                  | -                  | -          | -          | -          | 8      | 1      |
| feb.-giu. 2018      | Fredericia          | 1D                  | 7          | 0          | CD              | 1               | 0               | -                  | -                  | -                  | -          | -          | -          | 8      | 0      |
| ago.-dic. 2018      | Odd                 | ES                  | 2          | 0          | CN              | -               | -               | -                  | -                  | -                  | -          | -          | -          | 0      | 0      |
| giu.-dic. 2019      | Byåsen              | 2D                  | 4          | 0          | CN              | -               | -               | -                  | -                  | -                  | -          | -          | -          | 0      | 0      |
| Totale              | Totale              | Totale              | 194+2      | 8+0        |                 | 24              | 1               |                    | 9                  | 0                  |            | -          | -          | 229    | 9      |